# El Molar (Madrid)
El Molar egy község Spanyolországban, Madrid tartományban. El Molar Algete, San Agustín del Guadalix, Pedrezuela, El Vellón, Talamanca de Jarama, Valdetorres de Jarama és Fuente el Saz de Jarama községekkel határos. Lakosainak száma 10 052 fő (2024).

## Népesség
A település népessége az utóbbi években az alábbiak szerint változott:
| Lakosok száma | 3898 | 4824 | 6087 | 7392 | 8226 | 7983 | 8491 | 8938 | 9437 | 10 052 |
|               | 2001 | 2004 | 2007 | 2009 | 2012 | 2014 | 2017 | 2019 | 2022 | 2024   |